# Льозов Максим Олексійович
Макси́м Олексі́йович Льо́зов — солдат Державної прикордонної служби України, учасник російсько-української війни, що відзначився у ході російського вторгнення в Україну. Герой України (2025).

## Життєпис
Народився у Дніпропетровській області.
Під час російського вторгнення в Україну мобілізувався в березні 2022 року до лав Луганського прикордонного загону Державної прикордонної служби України. Брав участь в обороні Кремінної. Після ротації та відпочинку з грудня 2023 року брав участь у боях за місто Бахмут. У січні 2024 разом із розвідкою та іноземним легіоном ініціював наступ, що дало змогу відновити втрачені позиції, а противник втратив 9 осіб убитими і 13 пораненими. У наступні кілька днів спільно з бойовими побратимами знищили ще 38 противників та 24 поранили. 4 лютого 2024 року Максим Льозов із побратимами здійснили сміливий маневр і зайшли в тил ворога. Завдяки вмілим діям ліквідували близько 20 противників, щонайменше 10 поранили і трьох взяли в полон. Під час цього бою солдат Льозов зазнав важкого поранення — втратив одне око, але відмовився залишити позицію й далі керував обороною, прикриваючи побратимів. 
Після реабілітації та відповідного навчання повернувся до служби, воював у складі підрозділу снайперів «23F3» Луганського прикордонного загону. Виконував бойові завдання в Донецькій і Харківській областях. З квітня до серпня 2024 року солдат Льозов брав участь у відбитті штурмів противника в районі с. Курдюмівка на Донеччині. 21 серпня 2024 року позицію, де тримав оборону Максим Льозов, ворог піддав масованому артилерійському обстрілу. Воїн зазнав важких поранень, втратив друге око.
Після повторного поранення Максим Льозов проходить реабілітацію.

## Нагороди
- Звання Герой України з врученням ордена «Золота Зірка» (26 лютого 2025) — за особисту мужність і героїзм, виявлені у захисті державного суверенітету та територіальної цілісності України, самовіддане служіння Українському народові[3].